# Камоцька-Воля
Камоцька-Воля (пол. Kamocka Wola) — село в Польщі, у гміні Александрув Пйотрковського повіту Лодзинського воєводства.
Населення — 97 осіб (2011).
У 1975-1998 роках село належало до Пйотрковського воєводства.

## Демографія
Демографічна структура станом на 31 березня 2011 року:
|          | Загалом | Допрацездатний вік | Працездатний вік | Постпрацездатний вік |
| -------- | ------- | ------------------ | ---------------- | -------------------- |
| Чоловіки | 40      | 5                  | 30               | 5                    |
| Жінки    | 57      | 10                 | 32               | 15                   |
| Разом    | 97      | 15                 | 62               | 20                   |